# Таловка (Казахстан)
Тало́вка (каз. Талов) — село у складі Жанібецького району Західноказахстанської області Казахстану. Адміністративний центр Таловського сільського округу.
Населення — 531 особа (2021; 853 у 2009, 1053 у 1999, 985 у 1989).